# Лицей Шапталя
Лице́й Шапта́ля (фр. Lycée Chaptal) — государственное общеобразовательное учреждение, расположенное на бульваре Батиньо́ль дом номер 45, в 8-м округе Парижа, напротив станции метро Ром и железнодорожных путей вокзала Сен-Лазар.
Сегодня в этой школе обучается около 2000 учащихся с шестого до подготовительных классов. Нынешним директором лицея является господин Торрес.
Место расположения лицея обслуживается станциями метро Ром и Вилье.

## История

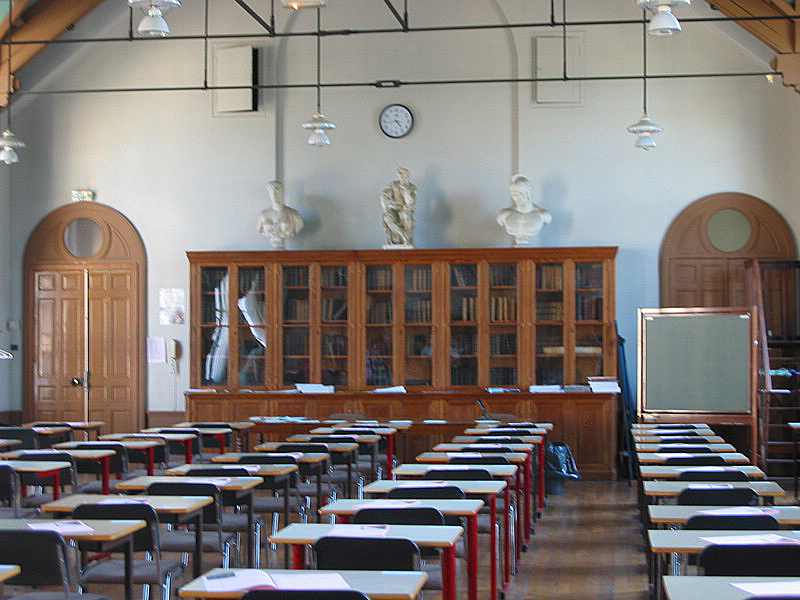
Зал Проспера Губо в лицее Шапталя

Лицей Шапталя был основан Проспе́ром Губо́, вначале названный: «Муниципальная школа Франци́ска I» (фр. École municipale Francois Ier), сегодняшнее название присвоено в 1848 году. Просперу Губо поставлены три бюста в старшей школе. Также в его честь в 1993 году были названы самый престижный зал заведения (в настоящее время конференц-зал и зал для экзаменов, ранее — гостиная), и место, расположенное примерно в 200-ах метрах от лицея. Обучение началось 7 октября 1844 года.
Архитектором зданий периода царствования Наполеона III был Эжен Тра (1832—1903). Работа продолжалась с 1866 по 1876 год, с перерывом в связи с франко-прусской войной с 1870 по 1871 год. Тра разработал план, основанный на разделении на три коллежа школы Франциска I, окружающих внутренний двор. Все здания имеют разные входы: бульвар де Батиньоль, рю Андриё́, рю де Ром, и могут быть доступны из гимнастического зала или трапезной по крытым галереям.